# Haplophthalmus
Haplophthalmus är ett släkte av kräftdjur som beskrevs av Schoebl 1861. Haplophthalmus ingår i familjen Trichoniscidae.

## Bildgalleri

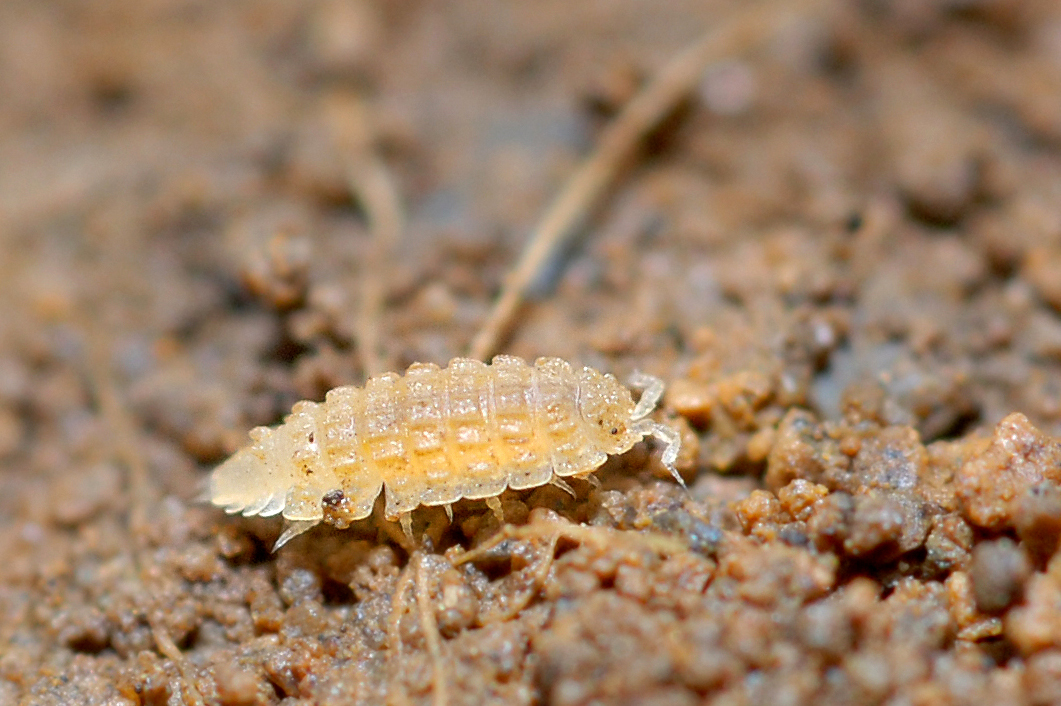
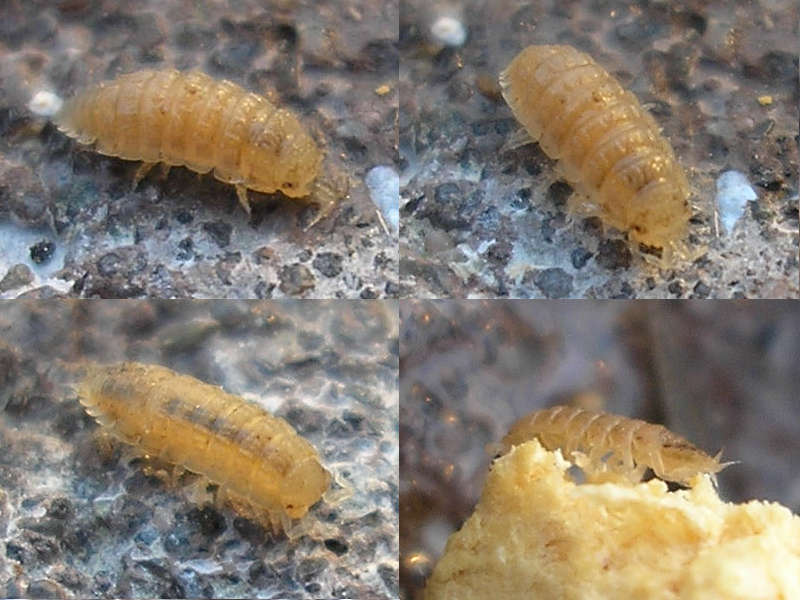

## Dottertaxa tillHaplophthalmus, i alfabetisk ordning[1][2]
- Haplophthalmus abbreviatus
- Haplophthalmus africanus
- Haplophthalmus alicantinus
- Haplophthalmus apuanus
- Haplophthalmus asturicus
- Haplophthalmus aternanus
- Haplophthalmus austriacus
- Haplophthalmus avolensis
- Haplophthalmus banaticus
- Haplophthalmus bituberculatus
- Haplophthalmus bodadonai
- Haplophthalmus caecus
- Haplophthalmus chisterai
- Haplophthalmus claviger
- Haplophthalmus concordiae
- Haplophthalmus danicus
- Haplophthalmus delmontensis
- Haplophthalmus fiumaranus
- Haplophthalmus gibbosus
- Haplophthalmus gibbus
- Haplophthalmus graecus
- Haplophthalmus hungaricus
- Haplophthalmus ionescui
- Haplophthalmus kosswigi
- Haplophthalmus ligurinus
- Haplophthalmus litoralis
- Haplophthalmus mariae
- Haplophthalmus medius
- Haplophthalmus mengei
- Haplophthalmus meridionalis
- Haplophthalmus monticellii
- Haplophthalmus montivagus
- Haplophthalmus movilae
- Haplophthalmus napocensis
- Haplophthalmus parnesius
- Haplophthalmus perezi
- Haplophthalmus portofinensis
- Haplophthalmus provincialis
- Haplophthalmus pumilio
- Haplophthalmus rhinoceros
- Haplophthalmus siculus
- Haplophthalmus stygiragus
- Haplophthalmus stygivagus
- Haplophthalmus teissieri
- Haplophthalmus thermophilus
- Haplophthalmus transiens
- Haplophthalmus unituberculatus
- Haplophthalmus valenciae
- Haplophthalmus verhoeffi